# Будюк, Николай Васильевич
Николай Васильевич Будюк (1920—1944) — капитан Рабоче-крестьянской Красной Армии, участник Великой Отечественной войны, Герой Советского Союза (1945).

## Биография
Николай Будюк родился в 1920 году в селе Новомарьевка (ныне — Баштанский район Николаевской области Украины) в семье крестьянина.
После окончания десяти классов общеобразовательной школы и школы фабрично-заводского ученичества работал слесарем на Николаевском судостроительном заводе.
В 1939 году был призван на службу в Рабоче-крестьянскую Красную Армию Николаевским городским военным комиссариатом. С начала Великой Отечественной войны — на её фронтах. Участвовал в боях на Западном, Юго-Западном, Белорусском и 3-м Белорусском фронтах. В 1944 годах он окончил курсы усовершенствования офицерского состава. К июню 1944 года капитан Николай Будюк командовал батареей самоходных артиллерийских установок 953-го лёгкого самоходного артиллерийского полка 65-го стрелкового корпуса 5-й армии 3-го Белорусского фронта. Отличился во время освобождения Белорусской и Литовской ССР.
23 июня 1944 года в ходе боя за деревню Короли батарея Будюка уничтожила 6 немецких пулемётных точек, орудие и 80 вражеских солдат и офицеров, что позволило расчистить путь пехотным подразделениям к реке Лучеса и обеспечить её форсирование в районе Богушевска. Всего же 22-25 июня 1944 года батареей было уничтожено 7 орудий, 24 пулемёта, 10 автомашин, тягач и около 380 солдат и офицеров противника. 12-13 июля Будюк одним из первых прорвался в штурмуемый Вильнюс и уничтожил там 2 огневые точки и подбил немецкий танк и бронемашину. 11 октября 1944 года в ходе наступления в Восточной Пруссии Будюк получил тяжёлое ранение, от которого 13 октября скончался в передвижном полевом госпитале № 751.
Похоронен в фольварке административного района Пильвгинини Литвы.

## Награды
- Указом Президиума Верховного Совета СССР от 24 марта 1945 года за «образцовое выполнение боевых заданий командования на фронте борьбы с немецкими захватчиками и проявленные при этом мужество и героизм» капитан Николай Будюк посмертно был удостоен высокого звания Героя Советского Союза.
- Также был награждён орденами Ленина, Красного Знамени, Отечественной войны 1-й степени, Красной Звезды, а также рядом медалей.

## Память
- Имя Николая Будюка есть на стеле Героев — работников Николаевского судостроительного завода[1].